# Coenotephria erebearia
Coenotephria erebearia là một loài bướm đêm trong họ Geometridae.